# Institut De Droit International
Institut de Droit International (engelsk: Institute of International Law; dansk: Institut for International Lov) blev grundlagt i 1873 i Gent Belgien på initiativ af Gustave Rolin-Jaequemyns. Instituttet har som mål at støtte arbejdet med at eliminere eventuelle kilder til konflikt der findes i samfundet samt at implementere international ret.
Deres slogan er Justice et paix (dansk: "retfærdighed og fred").
I 1904 modtog instituttet Nobels fredspris.